# Thibaud d’Amiens
Thibaud d’Amiens (ur. ?, zm. 25 września 1229) – francuski duchowny rzymskokatolicki, arcybiskup Rouen.

## Biografia
W 1222 papież Honoriusz III prekonizował go arcybiskupem Rouen. 4 września 1222 przyjął sakrę biskupią z rąk nieznanego konsekratora. Na katedrze arcybiskupiej zasiadał do śmierci 25 września 1229.